# Amelia (Lied)

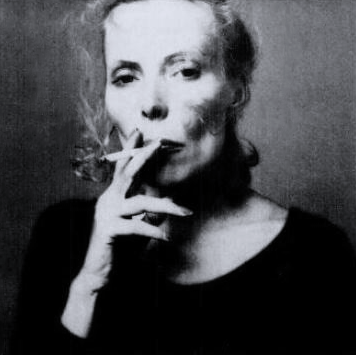
Joni Mitchell (1975)

Amelia ist ein Song von Joni Mitchell, der 1976 auf ihrem Album Hejira erschien. Der Titel bezieht sich auf Amelia Earhart. Er erschien auch 1980 auf ihrem Livealbum Shadows and Light.

## Musik
Der Song hat eine ungewöhnliche Harmonik – er schwankt zwischen zwei Tonarten, F-Dur und G-Dur, und löst sich nie wirklich auf. Die unscharfe Harmonik passt zum Text, der keine Antworten findet. Der Song ist auf einem 23-taktigen Zyklus im 4/4 Takt aufgebaut, in den letzten Takte des Zyklus sind zwei 3/4 Takte eingebaut. Mitchells Gitarre ist in C-Dur gestimmt, und ihre akzentuierte Rhythmusgitarre mit perkussiven Elementen bildet das prägnante Fundament.
Vibraphonist Victor Feldman und Gitarrist Larry Carlton spielen subtil schwebende Klänge. Carlton spielt oft einzelne Noten oder vorbei-schwebende Töne, seine Gitarre wird ein- und ausgeblendet.

## Text

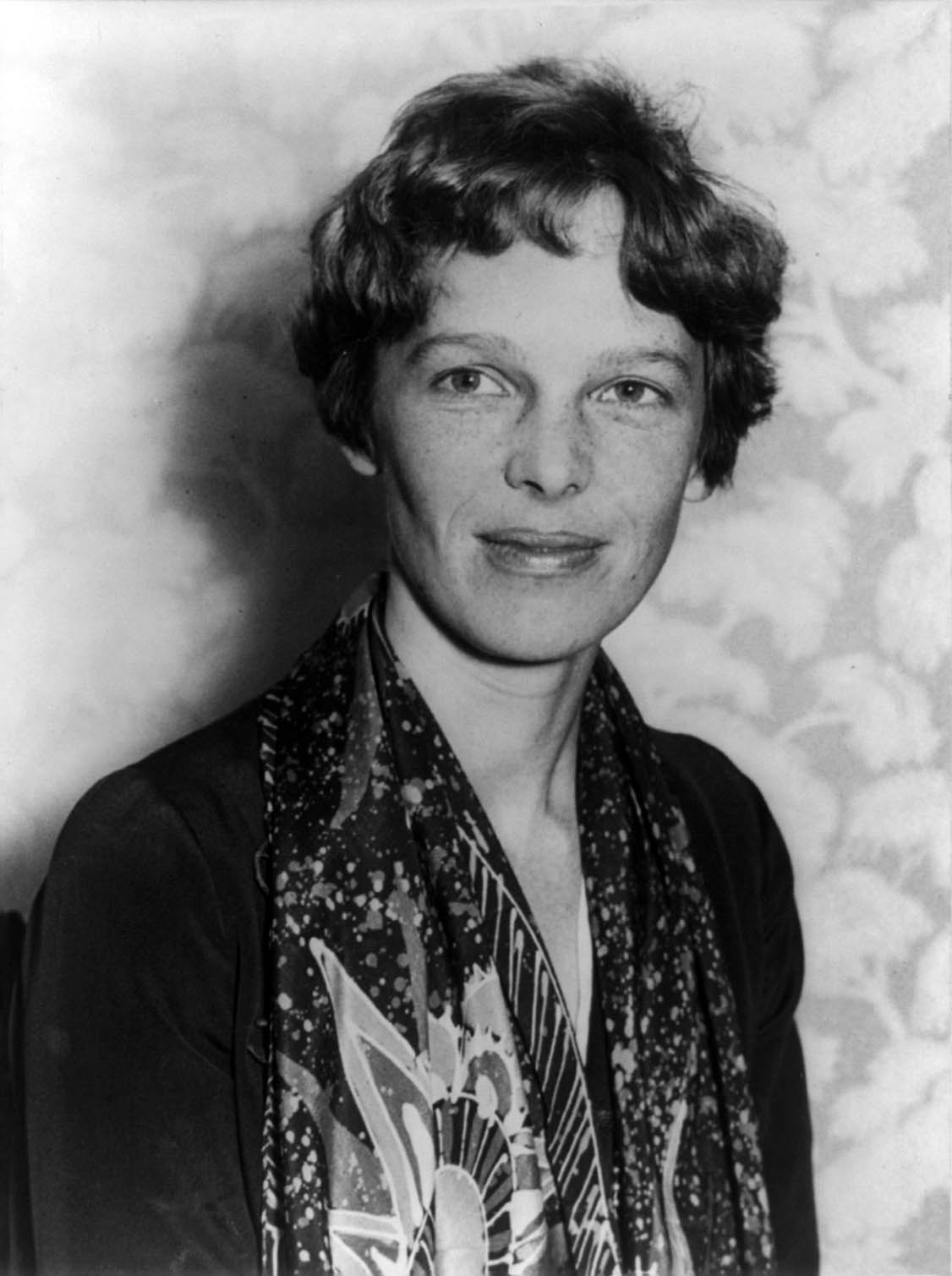
Amelia Earhart (um 1928)

2019 sagte Mitchell über ihren Song:

„In diesem Lied habe ich an Amelia Earhart gedacht und sie von einem Solopiloten zum anderen angesprochen… irgendwie über die Kosten nachgedacht, eine Frau zu sein und etwas zu haben, das man tun muss.“

Zu Beginn des siebenstrophigen Liedes fährt die Erzählerin durch eine Wüste und sieht „sechs Düsenflugzeuge, die weiße Kondensstreifen über dem trostlosen Terrain hinterlassen.“ Die Flugzeuge erinnern sie an Amelia Earhart. Ihre beendete Beziehung bezeichnet sie als "Fehlalarm". Mitchell hatte zuvor ihre Beziehung zu John Guerin beendet.
Joni Mitchell sagte 1994 über den Song:

„Im Grunde war der Fehlalarm das Ende einer Beziehung. Zwei Skorpione konnten einander nicht loslassen. Es war aus, aber wir konnten nicht loslassen; wir gehörten zueinander. Es ging zu Ende und ich fahre solo ohne Führerschein durch das Land. Wenn ich an Amelia denke, denke ich an einen Alleinflug. Ich kann mich nicht erinnern, wie viele Hotelzimmer später es vollendet war.“

Es folgt eine Reflexion über das Leben. Mitchell beendet jede Strophe mit "Amelia, es war nur Fehlalarm." Sie singt von "fliegenden Motoren", die die Zeit und die Jahreszeiten durcheinander bringen, bis „dein Leben zu einem Reisebericht mit Ansichtskarten-Charme wird.“ Sie ist frei zu reisen und die Welt zu erleben, aber unfähig, Wurzeln zu schlagen oder tiefe Verbindungen zu knüpfen. Mitchell betrachtet ihr Leben als eine Postkarte, etwas, das sich für eine tolle Geschichte am Abendbrottisch eignet, aber oberflächlich ist.
Die nächste Strophe geht über Menschen, die Mitchell Ratschläge gegeben haben. Die Leute sagen Mitchell, was sie mit ihrem Leben anfangen soll, basierend auf ihren eigenen Erfahrungen. Mitchell kann nicht wissen, wie sich diese Ereignisse anfühlen, bis sie selbst dorthin gelangt, und als sie das tut, stellt sie fest, dass "wo einige ihr Paradies gefunden haben, andere nur zu Schaden kommen."
Die Beziehung endete nicht mit einem Streit, sondern aufgrund "seiner traurigen Bitte, mich bitte fernzuhalten."

„Mitchells Wortwahl ist hier faszinierend. Die Vorstellung von einer "traurigen Bitte" lässt es so erscheinen, als ob Mitchells Partner nicht wollte, dass die Beziehung endet. Er verlangt nicht, dass Mitchell geht, er bittet darum. Vielleicht hatte er das Gefühl, dass das Ende der Liebesbeziehung für sie beide besser wäre, und das ist es, was am meisten schmerzt.“

Mitchell spricht über Amelia Earhart und vergleicht die Flugpionierin mit sich selbst, indem er sagt, dass sie beide den Traum hatten, zu fliegen. Am Ende jedoch sind sie beide "wie Ikarus, der aufsteigt/auf schönen törichten Armen". Mitchell legt den Fokus zurück auf den Anfang des Songs, auf die Liebe; sie habe "vielleicht nie wirklich geliebt" und verbringt ihr "ganzes Leben in Wolken in eisigen Höhen".
Der Song endet damit, dass Mitchell in ein Motel fährt, um den Staub abzuduschen, und dann von Flugzeugen träumt, die über sie hinwegfliegen. In dieser letzten Strophe lautet die Schlusszeile "dreams Amelia, dreams and false alarms".